# Памироведение
Памирове́дение (тадж. Помиршиносӣ; англ. Pamir studies) — междисциплинарная востоковедная регионоведческая наука, сконцентрированная на комплексном изучении памирских народов, их истории, культуры и языка (памирские языки), стран где памирские народы являются коренным народом и проживает большая их часть (восточный Таджикистан, северо-восточный Афганистан, северный Пакистан, юго-западный Китай). Памироведение является составной и неотъемлемой частью таджиковедения и афганистики, которые в свою очередь являются составной и неотъемлемой частью иранистики. Основоположником научного таджиковедения и памироведения считается советский востоковед — Иван Иванович Зарубин (1887—1964).

## Центры
Памироведение изучается совместно с таджиковедением, афганистикой и иранистикой. Центры изучения в основном расположены в высших учебных заведениях постсоветского пространства, а также в некоторых странах дальнего зарубежья. В остальных странах памироведение как и таджиковедение, включается в состав иранистики и почти не изучается отдельно.

### Афганистан
- Факультет филологии и литературы Кабульского университета

### Великобритания
- Институт востоковедения Оксфордского университета

### Россия

#### Москва
- Кафедра иранской филологии в филологическом отделении Института стран Азии и Африки МГУ
- Кафедра стран Центральной Азии и Кавказа в кафедре комплексного обучения Института стран Азии и Африки МГУ
- Центр по изучению Центральной Азии и Кавказа в исследовательском центре Института стран Азии и Африки МГУ
- Центр изучения Центральной Азии, Кавказа и Урало-Поволжья в Институте востоковедения РАН
- Отдел языков Азии Института востоковедения РАН

#### Санкт-Петербург
- Кафедра иранской филологии Восточного факультета Санкт-Петербургского государственного университета
- Кафедра Центральной Азии и Кавказа в Восточном факультете Санкт-Петербургского государственного университета
- Отдел Центральной и Южной Азии Института восточных рукописей РАН

### США
- Институт востоковедения Чикагского университета

### Таджикистан

#### Душанбе
- Институт истории, археологии и этнографии имени Ахмада Дониша Академии наук Республики Таджикистан
- Институт языка, литературы востоковедения и письменного наследия имени Рудаки Академии наук Республики Таджикистан
- Центр памироведения Таджикского национального университета

### Узбекистан
- Кафедра ирано-афганской филологии в факультете восточной филологии Ташкентского государственного института востоковедения